# (6404) Vanavara
(6404) Vanavara est un astéroïde de la ceinture principale, dénommé d'après le village russe de Vanavara.

## Description
(6404) Vanavara est un astéroïde de la ceinture principale. Il fut découvert le 6 août 1991 à La Silla par Eric Walter Elst. Il présente une orbite caractérisée par un demi-grand axe de 3,06 UA, une excentricité de 0,09 et une inclinaison de 4,3° par rapport à l'écliptique.

## Compléments